# Indywidualne Mistrzostwa Danii na Żużlu 2006
Indywidualne Mistrzostwa Danii na Żużlu 2006 – cykl turniejów żużlowych, mających na celu wyłonienie najlepszych żużlowców w Danii w sezonie 2006. Rozegrano dwa turnieje finałowe, suma punktów zdobytych w obu finałach decydowała o końcowej klasyfikacji. Tytuł zdobył Nicki Pedersen.

## Klasyfikacja końcowa
- Finały: Outrup (30 czerwca 2006), Holsted (4 sierpnia 2006)

| Msc. | Zawodnik               | Klub | Pkt |  |  |
| ---- | ---------------------- | ---- | --- |  |  |
| 1    | Nicki Pedersen         |      | 37  |  |  |
| 2    | Hans Andersen          |      | 33  |  |  |
| 3    | Kenneth Bjerre         |      | 30  |  |  |
| 4    | Bjarne Pedersen        |      | 28  |  |  |
| 5    | Niels-Kristian Iversen |      | 26  |  |  |
| 6    | Henrik Møller          |      | 24  |  |  |
| 7    | Charlie Gjedde         |      | 22  |  |  |
| 8    | Mads Korneliussen      |      | 22  |  |  |
| 9    | Patrick Hougaard       |      | 17  |  |  |
| 10   | Nicolai Klindt         |      | 14  |  |  |
| 11   | Ulrich Ostergaard      |      | 16  |  |  |
| 12   | Lars Hansen            |      | 16  |  |  |
| 13   | Jonas Raun             |      | 13  |  |  |
| 14   | Leon Madsen            |      | 12  |  |  |
| 15   | Steven Andersen        |      | 6   |  |  |
| 16   | Anders Andersen        |      | 5   |  |  |
| 17   | Patrick Norgaard       |      | 2   |  |  |
| 18   | Klaus Jakobsen         |      | 0   |  |  |